# 2009 en hockey sur glace
Cette page présente les éléments de hockey sur glace de l'année 2009, que ce soit d'un point de vue rencontres internationales ou championnats nationaux. Les grandes dates des différentes compétitions sont données ainsi que les morts de personnalités du hockey mondial.

## Amérique du Nord

### Ligue nationale de hockey
- La saison 2008-2009 marque le 100e anniversaires des Canadiens de Montréal.
- Le 12 juin, les Penguins de Pittsburgh remportent pour la 3e fois de leur histoire la Coupe Stanley en battant les Red Wings de Détroit en 7 parties.

### Ligue américaine de hockey
Les Bears de Hershey remportent la Coupe Calder.

### Ligue canadienne de hockey
- Les Spitfires de Windsor remportent la coupe J.-Ross-Robertson, les Voltigeurs de Drummondville la Coupe du président et les Rockets de Kelowna la coupe Ed-Chynoweth.

- Le 24 mai 2009 : les Spitfires de Windsor remportent la Coupe Memorial 2009.

### Ligue canadienne de hockey féminin
- Les Stars de Montréal remporte la saison pour la première fois

## Europe

### Compétitions internationales
- 18 janvier : la Coupe Continentale est remportée par le MHC Martin. Le Rouen hockey élite 76, club hôte, finit deuxième.
- 21 janvier : le ZSC Lions remporte la Ligue des Champions en battant le Metallourg Magnitogorsk 5 à 0.

### Allemagne
Le championnat 2009 est remporté par les Eisbären Berlin.

### Autriche
Le 5 avril 2009, l'EC Klagenfurt AC remporte son 29e titre national contre l'EC Red Bull Salzbourg.

### Finlande
- 5 mars 2009 : le JYP Jyväskylä remporte le premier titre de son histoire.

### France
- 30 décembre 2008 : Grenoble remporte la 3e édition de la Coupe de la Ligue. Victoire en finale 4 à 3 en prolongation sur Briançon[1].
- 22 février 2009 : les Brûleurs de loups de Grenoble remportent la Coupe de France  6-1 face aux Ducs de Dijon[2].
- 28 mars 2009 : les Brûleurs de loups de Grenoble sont champions de France en remportant le 4e match de la finale de la Ligue Magnus 5-1 contre Briançon[3].

### Russie/KHL
- 2 septembre 2008: la Ligue continentale de hockey (ou KHL) est le premier championnat à lancer sa saison. Cette nouvelle compétition en Eurasie remplace la Superliga.
- 10 janvier : lors du 1er Match des étoiles de la Ligue continentale de hockey, disputé sur la place Rouge à Moscou, la sélection étrangère s'impose 7 à 6 face à la sélection russe.
- Le 12 avril 2009, les Ak Bars Kazan remportent la Coupe Gagarine face au Lokomotiv Iaroslavl 4 victoires à 3.

### Suède
- 8 avril 2009 : Färjestads BK remporte les séries éliminatoires de l'Elitserien, en battant les champions en titre, HV 71, en 5 matchs. Le français Sacha Treille fait partie de l'effectif victorieux.
- 28 décembre 2009 : Frölunda HC bat le record d'affluence européen pour un match de club avec 30 144 places[4].

## International

### Championnat du monde
- Du 24 avril 2009 au 10 mai 2010 : la Russie remporte le 73e championnat du monde, qui s'est déroulé en Suisse dans les villes de Berne et de Kloten.

### Championnat du monde junior
- Le championnat du monde junior 2009 a eu lieu à Ottawa du 26 décembre 2008 au 5 janvier 2009 et a été remporté par le Canada qui a battu la Suède 5-1 en finale.

### Championnat du monde féminin
- 4 avril 2009 : début du Championnat du monde de hockey sur glace féminin 2009 à Hämeenlinna, en Finlande. Il s'agit de la douzième édition organisée par la Fédération internationale de hockey sur glace.
- 12 avril 2009 : les Américaines sont championnes du monde.

### Championnat du monde moins de 18 ans
- 9 avril 2009 au 19 avril 2009 : les États-Unis remportent le Championnat du monde moins de 18 ans de hockey sur glace 2009 qui se déroule à Fargo (Dakota du Nord) et Moorhead (Minnesota) aux États-Unis.

## Autres

### Fins de carrière
- 10 mars 2009; Gary Roberts, alors membre du Lightning de Tampa Bay, équipe de la LNH.
- Le 7 mars 2009, Christian Pouget arrête[5].
- Au cours de l'été 2009, Mats Sundin annonce sa retraite du hockey professionnel après plusieurs saisons à titre de capitaine des Maple Leafs de Toronto (de 1997 à 2008) et une saison avec les Canucks de Vancouver (saison 2008-2009, sa dernière dans la LNH).

### Morts
- Le 11 mars, le joueur du HC Spartak Moscou Anatoli Segline meurt à l'âge de 86 ans. Également footballeur, il a été introduit au Temple de la renommée du hockey russe en 2004[6].
- Le 20 mars, l'entraîneur tchèque Jaroslav Pitner meurt à l'âge de 83 ans[7].
- Le 21 mars, le joueur canadien Walt Poddubny meurt à l'âge de 49 ans[8].
- Le 24 mars, le joueur russe Igor Stelnov meurt à l'âge de 46 ans[9].
- Le 25 mars, l'international hongrois Gábor Ocskay meurt d'une crise cardiaque à 34 ans[10].
- Le 18 avril, l'international bulgare Kiril Vajarov est tué en boite de nuit. Il avait 21 ans[11].
- Le 19 mai, mort de Clint Smith.
- Le 21 mai, le gardien allemand Robert Müller, 28 ans, meurt à la suite d'une tumeur du cerveau.
- Le 23 mai, mort du gardien hongrois Mátyás Vedres à l'âge de 66 ans. Il comptait plus de 150 sélections internationales[12].
- Le 26 mai, mort de Peter Zezel à l'âge de 44 ans. Il a disputé plus de 800 parties dans la Ligue nationale de hockey[13].
- Le 29 mai, mort d'Henry Bassen à l'âge de 76 ans. Il a pris part au tout premier match des Penguins de Pittsburgh[14].
- Le 8 juin, le gardien Nathan Marsters meurt à 29 ans après avoir percuté un cerf en voiture[15].
- Le 11 juillet, mort de Reggie Fleming à l'âge de 76 ans. Il a joué plus de 700 rencontres dans la Ligue nationale de hockey[16].
- Le 30 octobre, mort d'Igor Viazmikine à l'âge de 43 ans des suites d'une longue maladie[17].
- Le 31 décembre, Jean-Claude Campeau meurt à l'âge de 86 ans. Il évolua principalement dans les ligues mineures au cours de sa carrière de quatorze saisons, rejoignant la LNH pour un total de 42 rencontres avec les Canadiens de Montréal.
- Le 31 décembre, Rickard Fagerlund meurt à l'âge de 72 ans. Deux semaines plus tôt, la Fédération internationale de hockey sur glace avait annoncé qu'il serait admis membre de son Temple de la renommée en mai 2010[18].